# Qian Hong (nadadora)
Qian Hong (en chino: 錢紅; Baoding, 30 de enero de 1971) es una deportista china que compitió en natación.
Participó en dos Juegos Olímpicos de Verano, obteniendo dos medallas, bronce en Seúl 1988 y oro en Barcelona 1992,  en la prueba de 100 m mariposa.
Ganó una medalla de oro en el Campeonato Mundial de Natación de 1991 y seis medallas en el Campeonato Pan-Pacífico de Natación, en los años 1987 y 1989.

## Palmarés internacional
| Juegos Olímpicos        | Juegos Olímpicos     | Juegos Olímpicos  | Juegos Olímpicos  |
| Año                     | Lugar                | Medalla           | Prueba            |
| ----------------------- | -------------------- | ----------------- | ----------------- |
| 1988                    | Seúl (Corea del Sur) | Medalla de bronce | 100 m mariposa    |
| 1992                    | Barcelona (España)   | Medalla de oro    | 100 m mariposa    |
| Campeonato Mundial      |                      |                   |                   |
| Año                     | Lugar                | Medalla           | Prueba            |
| 1991                    | Perth (Australia)    | Medalla de oro    | 100 m mariposa    |
| Campeonato Pan-Pacífico |                      |                   |                   |
| Año                     | Lugar                | Medalla           | Prueba            |
| 1987                    | Brisbane (Australia) | Medalla de oro    | 100 m mariposa    |
| 1987                    | Brisbane (Australia) | Medalla de plata  | 4 × 100 m libre   |
| 1987                    | Brisbane (Australia) | Medalla de bronce | 4 × 100 m estilos |
| 1989                    | Tokio (Japón)        | Medalla de oro    | 100 m mariposa    |
| 1989                    | Tokio (Japón)        | Medalla de plata  | 4 × 100 m estilos |
| 1989                    | Tokio (Japón)        | Medalla de bronce | 4 × 100 m libre   |